# NGC 6509
NGC 6509 (również PGC 61230 lub UGC 11075) – galaktyka spiralna z poprzeczką (SBcd), znajdująca się w gwiazdozbiorze Wężownika. Odkrył ją Édouard Jean-Marie Stephan 20 lipca 1879 roku.